# 영월로
영월로(Yeongwol-ro)는 강원특별자치도 영월군 한반도면 쌍용리 쌍용2 교차로와 산솔면 석항리를 잇는 강원특별자치도의 도로이다. 영월군을 동서로 관통하는 도로이며, 강원남로가 개설되기 전에는 전 구간 국도 제38호선에 속했다.

## 연혁
- 1980년 2월 22일 : 영월군 남면 창원리 ~ 연당리 6.0 km 구간, 영월군 서면 쌍용리 ~ 남면 창원리 4.5 km 구간, 영월군 영월읍 영흥리 2.4 km 구간 개통[1]
- 2004년 12월 31일 : 기존 영월군 서면 쌍용리 ~ 남면 창원리 4.5 km 구간 폐지[2]

## 주요 경유지
강원특별자치도
- 영월군 (한반도면 · 남면 · 북면 · 남면 · 영월읍 · 산솔면)

## 노선
| 이름                            | 접속 노선                                                                    | 소재지        | 소재지                         | 비고                         |
| 쌍용로와 직결                   | 쌍용로와 직결                                                                | 쌍용로와 직결 | 쌍용로와 직결                  | 쌍용로와 직결                |
| ------------------------------- | ---------------------------------------------------------------------------- | ------------- | ------------------------------ | ---------------------------- |
| 쌍용2 교차로                    | 국도 제38호선 (강원남로)                                                     | 영월군        | 한반도면                       |                              |
| 토교삼거리                      | 지방도 제519호선 (토교로)                                                    | 영월군        | 한반도면                       | 지방도 제519호선 구간        |
| 면계교                          |                                                                              | 영월군        | 한반도면                       | 지방도 제519호선 구간        |
| 남면                            |                                                                              | 영월군        |                                | 지방도 제519호선 구간        |
| 창원 교차로                     | 국도 제38호선 (강원남로)                                                     | 영월군        |                                | 지방도 제519호선 구간        |
| 창원삼거리                      | 국도 제59호선 (별방창원로)                                                   | 영월군        |                                | 지방도 제519호선 구간        |
| 창원삼거리                      | 국도 제59호선 (별방창원로)                                                   | 영월군        | 국도 제59호선 구간             |                              |
| 연당역                          |                                                                              | 영월군        |                                |                              |
| 연당 교차로                     | 국도 제38호선 국도 제59호선 국가지원지방도 제88호선 (강원남로) 연당로        | 영월군        |                                |                              |
| 연당 교차로                     | 국도 제38호선 국도 제59호선 국가지원지방도 제88호선 (강원남로) 연당로        | 영월군        | 국가지원지방도 제88호선 구간   |                              |
| 연당삼거리                      | 연당로                                                                       | 영월군        |                                |                              |
| 연당교                          |                                                                              | 영월군        |                                |                              |
| 북쌍삼거리                      | 국가지원지방도 제88호선 (서강로)                                             | 영월군        |                                |                              |
| 문곡교                          |                                                                              | 영월군        | 북면                           |                              |
| 영월삼거리                      | 국도 제31호선 (원동재로)                                                     | 영월군        | 북면                           | 국도 제31호선 구간           |
| 소나기재                        |                                                                              | 영월군        | 북면                           | 국도 제31호선 구간 해발 320m |
| 소나기재                        | 영월읍                                                                       | 영월군        |                                | 국도 제31호선 구간 해발 320m |
| 장릉삼거리                      | 단종로                                                                       | 영월군        | 국도 제31호선 구간             |                              |
| 청령포입구                      | 청령포로                                                                     | 영월군        | 국도 제31호선 구간             |                              |
| 군청사거리                      | 하송로                                                                       | 영월군        | 국도 제31호선 구간             |                              |
| 하송사거리                      | 중앙1로 은행나무길                                                           | 영월군        | 국도 제31호선 구간             |                              |
| 영흥사거리                      | 제방안길                                                                     | 영월군        | 국도 제31호선 구간             |                              |
| 동강대교                        |                                                                              | 영월군        | 국도 제31호선 구간             |                              |
| 덕포삼거리                      | 덕포우회길                                                                   | 영월군        | 국도 제31호선 구간             |                              |
| 덕포사거리                      | 중앙로                                                                       | 영월군        | 국도 제31호선 구간             |                              |
| 영월역 (영월역앞)               | 덕포시장길                                                                   | 영월군        | 국도 제31호선 구간             |                              |
| 어라연입구                      | 동강로                                                                       | 영월군        | 국도 제31호선 구간             |                              |
| 동강 교차로                     | 동강로                                                                       | 영월군        | 국도 제31호선 구간             |                              |
| (피암터널)                      |                                                                              | 영월군        | 국도 제31호선 구간 연장 약 55m |                              |
| 동영월 교차로                   | 국도 제31호선 국도 제38호선 국도 제59호선 (강원남로)                         | 영월군        | 국도 제31호선 구간             |                              |
| (피암터널)                      |                                                                              | 영월군        | 연장 약 70m                    |                              |
| 연하 교차로                     | 국도 제31호선 국도 제38호선 국도 제59호선 (강원남로)                         | 영월군        |                                |                              |
| 미구1교 미구2교 연상1교 연상2교 |                                                                              | 영월군        | 산솔면                         |                              |
| 연상삼거리                      | 국도 제31호선 국도 제38호선 국도 제59호선 국가지원지방도 제28호선 (강원남로) | 영월군        | 산솔면                         | 국도 제31호선 구간           |
| 석항삼거리                      | 국도 제31호선 (태백산로)                                                     | 영월군        | 산솔면                         | 국도 제31호선 구간           |
| 석항역                          | 석항역길                                                                     | 영월군        | 산솔면                         |                              |
| 의림로와 직결                   |                                                                              |               |                                |                              |

## 주요 건물 및 시설
- 창원2리마을회관 (강원특별자치도 영월군 남면 영월로 468-20)
- 연당역 (강원특별자치도 영월군 남면 영월로 792-9)
- 영월곤충박물관 (구 문포초등학교, 강원특별자치도 영월군 북면 영월로 1229)
- 영월군환경자연화시설 (강원특별자치도 영월군 북면 영월로 1339-43)
- 영월소방서 (강원특별자치도 영월군 영월읍 영월로 1863)
- 강원특별자치도영월교육지원청 (강원특별자치도 영월군 영월읍 영월로 1892)
- 영월기상대 (강원특별자치도 영월군 영월읍 영월로 1894-25)
- 영월국유림관리소 (강원특별자치도 영월군 영월읍 영월로 1909-1)
- 동강사진박물관 (강원특별자치도 영월군 영월읍 영월로 1909-19)
- 영월교육도서관 (강원특별자치도 영월군 영월읍 영월로 1914-7)
- 영월공설운동장, 석정여자중학교, 석정여자고등학교 (강원특별자치도 영월군 영월읍 영월로 1914-11)
- 역전치안센터 (강원특별자치도 영월군 영월읍 영월로 2100)
- 영월역 (강원특별자치도 영월군 영월읍 영월로 2106)
- 탄부역 (강원특별자치도 영월군 영월읍 영월로 2417)
- 영월초등학교 연하분교장 (강원특별자치도 영월군 영월읍 영월로 2986-5)
- 연상1리마을회관 (강원특별자치도 영월군 산솔면 영월로 3740)
- 영월초등학교 연상분교장 (강원특별자치도 영월군 산솔면 영월로 3815-1)
- 석항정류소 (강원특별자치도 영월군 산솔면 영월로 3823)
- 중동의용소방대 (강원특별자치도 영월군 산솔면 영월로 3828-1)
- 석항우체국 (강원특별자치도 영월군 산솔면 영월로 3855)
- 석항보건진료소 (강원특별자치도 영월군 산솔면 영월로 3856-1)
- 석항마을회관 (강원특별자치도 영월군 산솔면 영월로 3856-3)